# Bukblötning
Bukblötning är ett begrepp som innebär att fåglar sänker ned bröst- och bukfjädrar i vatten och låter fjädrarna suga åt sig vätska. Detta fenomen har noterats hos ett antal olika fåglar bland andra flyghöns, vadare som exempelvis svartbent strandpipare, tärnor och måsar. Orsaken till detta är olika för olika arter. Vissa arter, exempelvis flyghöns, nyttjar bukblötning för att transportera vatten till sina ungar, andra för att termoreglera kroppen eller sina ägg vid ruvning.